# Лопес Портанья, Висенте
Висенте Лопес Портанья (исп. Vicente López Portaña; 19 сентября 1772, Валенсия, — 22 июля 1850, Мадрид) — испанский художник, считавшийся лучшим испанским портретистом своего времени.

## Жизнь и творчество
Висенте Лопес Портанья начинает изучать живопись в возрасте 13 лет, в своём родном городе, под руководством монаха-францисканца Антонио де Виллануэва. Затем учился в валенсийской Королевской академии изящных искусств Сан-Карлос. 
В 17 лет он выигрывает приз по рисованию в мадридской Королевской академии изящных искусств Сан-Фернандо. 
Проучившись три года в Мадриде, Висенте в 1794 возвращается в Валенсию, где занимает пост заместителя директора Академии Сан-Карлос. 
В 1795 году художник женился на Марии Пикьер, которая родила ему двух сыновей: Бернародо Лопеса Пикьер и Луиса, позднее ставших художниками. В 1801 году Портанья стал президентом валенсийской Академии Сан-Карлос.
Висенте Лопес Портанья был придворным художником у королей Испании Карла IV (с 1802), Фердинанда VII (с 1814) и королевы Изабеллы II; он был также учителем рисования второй, Марии Изабеллы Португальской, и третьей, Марии Йозефы Саксонской, жён короля Фердинанда VII. 
В 1817 году Портанья стал президентом мадридской Академии изящных искусств Сан-Фернандо.
Портанья писал свои полотна на разнообразную тематику — они религиозного, аллегорического исторического и мифологического содержания, однако подлинного искусства достиг он в портретной живописи. 
За годы своего творчества он создал портреты многих ключевых персон испанского общества 1-й половины XIX столетия.
Висенте Лопес Портанья писал свои зрелые работы в стиле классицизма, но некоторые его ранние произведения выполнены в стиле рококо, а в конце жизни художник испытал влияние романтизма. На творчество художника значительное влияние оказала живопись А. Р. Менгса. 
Портанья считается одним из лучших испанских живописцев своего времени, вторым по мастерству после Гойи.

## Галерея
- Портрет Франсиско Гойи (1826)
- Семья короля Карла IV (1802)
- Мария-Луиза Пармская, королева Испании
- Поклонение Святой Троице (1791—1792)
- Портрет королевы Марии Кристины
- Портрет короля Фердинанда VII
- Инфанта Мария-Франсишка Португальская
- Портрет генерала Элио